# قانون مارکونیکوف

قانون مارکونیکوف برای واکنش پروپن با هیدروبرومیک اسید

قانون مارکونیکوف (به انگلیسی: Markovnikov's rule) یکی از قوانین شیمی است که توسط شیمیدان روسی ولادیمیر واسیلویچ مارکونیکوف در سال ۱۸۷۰ بیان شده‌ است.
بر طبق قانون مارکونیکوف در واکنش‌های شیمیایی ترکیب H-X با یک آلکن، هیدروژن اسیدی به کربنی با بیشترین تعداد هیدروژن و گروه هالیدی X به کربنی با کمترین تعداد هیدروژن می‌پیوندد.
به بیان ساده‌تر قانون مارکونیکوف تشکیل کربوکاتیون پایدارتر را در اولویت قرار می‌دهد . 
در مقابل قانون مارکونیکوف قانون آنتی مارکونیکوف قرار دارد که تشکیل کربوکاتیون ناپایدارتر را در اولویت قرار می‌دهد. به‌طور مثال ترکیبات بور همیشه در واکنش‌های شیمیایی به صورت آنتی مارکونیکوف و سین (syn) عمل می‌کنند . 